# Лисенецький Олександр

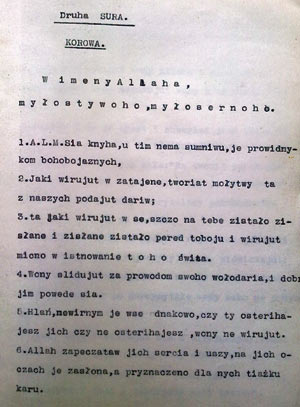
Сторінка машинопису з перекладом другої сури

Олександр Лисинецький, Abranczak (Абранчак чи Абраньчак)) (не пізніше 1870-х — після 1921) — український галицький перекладач. Відомий тим, що в 1913—1914 здійснив перший відомий повний переклад Корану українською (з німецького перекладу).

## Життєпис
Відомостей про життя Лисенецького збереглося небагато. Народився він не пізніше 1870-х років. В 1905—1907 навчався на філософському факультеті Львівського університету проте припинив навчання через нестачу коштів. Займався самоосвітою. В період між 1907 та 1913 почав працювати перекладачем. Працював у страховому товаристві «Фенікс» (Львів), в бюро перекладів (Краків). Володів польською, німецькою, французькою, іспанською, італійською, санскритом, нововірменською, новогрецькою, угорською та румунською мовами. З 1921 — у Варшаві. Подальші відомості про Лисенецького наразі не знайдені.

## Переклад Корану
Машинописний рукопис складається з 1147 аркушів латинським шрифтом на стандартному тогочасному друкарському папері (22,5 на 14,5 см). Датування автора: 29 жовтня 1913 (переклад першої сури) — 23 квітня 1914 (закінчення роботи). Листи були зібрані під темно-синю обкладинку із кириличним тисненням „Коран“. Плетіння імовірно було зроблено в 1920—1930-х роках в Науковому товаристві ім. Шевченка, де переклад зберігався до 1940-х. Випадково до плетіння потрапили кілька листів художнього твору „Слідами Аретіма“, імовірно також написаного Лисенецьким.
На титульному аркуші зазначено (латиницею): 
| Коран. З арабської переклав Олександр Абранчак Лисенецький. Том I. Львів. 1913 |.
Значення прибраного імені Abranczak (Абранчак чи Абраньчак) не встановлено.
Переклад було зроблено з німецького перекладу Корану Макса Геннінґа. Це єдиний відомий наразі переклад Корану на слов'янську мову з німецької. За Якубовичем переклад вийшов досить вдалим, чому посприяла висока якість німецького оригіналу та відмінне знання німецької мови перекладачем. Стиль перекладу — патетичний, піднесений. В мові використовуються діялектизми („помана“, „купно“, „хісен“ тощо).
Текст перекладу ніколи не був опублікований, зараз зберігається в Львівській національній науковій бібліотеці (відділ рукописів, НТШ-627/1).